# Dolhești (Suceava)
Dolheşti è un comune della Romania di 4 008 abitanti, ubicato nel distretto di Suceava, nella regione storica della Moldavia.
Il comune è formato dall'unione di 3 villaggi: Dolheștii Mari, Dolheștii Mici, Valea Bourei.
La sede comunale si trova nell'abitato di Dolheştii Mari.